# Dassanetchs
Les Dassanetchs sont une population d'Afrique de l'Est vivant en Éthiopie – dans la Région des nations, nationalités et peuples du Sud – et au Kenya, à proximité du lac Turkana, ainsi qu'au Soudan du Sud.

## Ethnonymie
Selon les sources et le contexte, on observe de multiples formes : Dama, Dasanec, Dasanek, Dasanetch, Dasenech, Daseneck, Dasenetch,  
Dassanetchs, Dathanaïc, Dathanik, Geleba, Marille, Marle, Merile.

## Population
En Éthiopie, lors du recensement de 2007 portant sur une population totale de 73 750 932 personnes, 48 072 se sont déclarées « Dasenech ».